# リヒャルト・ヒルデブラント

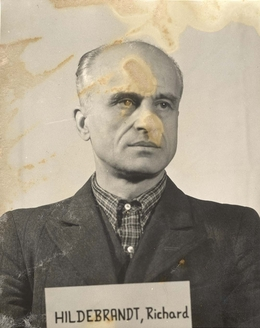
逮捕後のヒルデブラント

リヒャルト・ヘルマン・ヒルデブラント（ドイツ語: Richard Hermann Hildebrandt, 1897年3月13日 - 1952年3月10日）は、ナチス・ドイツの親衛隊（SS）の将軍。親衛隊の12ある本部の1つ親衛隊人種及び移住本部（RuSHA）の本部長を務めた。

## 略歴
教師の息子としてヴォルムスに生まれる。1915年にアビトゥーアに合格し、第一次世界大戦で陸軍野砲隊に入隊した。ロシア軍やフランス軍との戦いに動員され、二級鉄十字章を叙勲した。1918年、少尉の時に予備役に編入され、この後、ケルンやミュンヘンの大学で経済学などを学んだ。戦後は銀行分野で仕事をしていた。
1922年5月にナチス党に入党し、突撃隊(SA)に参加した。翌年ミュンヘン一揆でナチスの党活動が禁止されると義勇軍（フライコール）「ブント オーバーラント」（Bund Oberland）に参加した。1928年6月1日に再建されたナチス党に再入党したが、同年、アメリカ合衆国へ移住し、ニューヨークで仕事をしていた。またアメリカの国家社会主義運動に参加した。1930年にドイツへ帰国。再びナチス党活動に参加し、ミュンヘン支部で働いた。
1931年2月に突撃隊を去り、親衛隊（SS）に入隊し、第1親衛隊地区（SS-Abschnitt I、ミュンヘン地区）や親衛隊集団「南方」（SS-Gruppe "Süd"）の参謀長となり、同集団司令官ヨーゼフ・ディートリヒの副官となった。1932年10月から1933年1月にかけてはディートリヒの後任として同集団の司令官となる。1933年1月から11月にかけては親衛隊集団「西方」（SS-Gruppe "West"）へ配属。1933年11月から1935年4月にかけて第21親衛隊地区（SS-Abschnitt XXI、リーグニッツ地区）の司令官となり、その後、1936年終わりまで第11親衛隊地区（SS-Abschnitt XI、フランクフルト地区）の司令官となる。1937年1月から1939年9月にかけて「ライン川」親衛隊上級地区（SS-Oberabschnitt "Rhein"）の司令官となる。1939年4月から9月にかけては「ライン川」親衛隊及び警察高級指導者（HSSPF "Rhein"）を兼務。1939年11月から1943年4月にかけて「ヴァイクセル川」親衛隊上級地区（SS-Oberabschnitt "Weichsel"）の司令官を務める。この間、ダンツィヒ＝西プロイセン親衛隊及び警察高級指導者に就任している。
1943年4月から敗戦までにかけて親衛隊の12ある本部の一つ親衛隊人種及び移住本部本部長に就任する。この間の1943年12月から1944年9月にかけて「黒海」親衛隊及び警察高級指導者（HSSPF "Schwarzes Meer"）も兼務した。
また戦争後期にいくつもの親衛隊地域指導者職を任せられた。1945年2月から敗戦まで親衛隊上級地区「南方」（SS-Oberabschnitt "Süd"）司令官となる。さらに1945年3月から敗戦まで親衛隊上級地区「南東」（SS-Oberabschnitt "Südost"）司令官、また「南東」親衛隊及び警察高級指導者（HSSPF "Südost"）に就任している。さらに1945年4月から5月にかけてベーメン・メーレン保護領親衛隊及び警察高級指導者にもなっている。
戦後、アメリカ合衆国の開いたニュルンベルク継続裁判のRuSHA裁判にかけられ、法廷から懲役25年の判決を受ける。その後、ポーランドからアメリカにヒルデブラントの身柄引き渡し要求があり、ポーランドへ移送された。ポーランドの法廷からは死刑を宣告され、1952年3月10日に絞首刑となった。

## キャリア

### 親衛隊階級
- 1931年6月24日、親衛隊少尉（SS-Sturmführer）
- 1931年8月14日、親衛隊少佐（SS-Sturmbannführer）
- 1931年10月18日、親衛隊大佐（SS-Standartenführer）
- 1932年1月1日、親衛隊上級大佐（SS-Oberführer）
- 1933年11月9日、親衛隊少将（SS-Brigadeführer）
- 1936年9月13日、親衛隊中将（SS-Gruppenführer）
- 1941年4月10日、警察中将（Generalleutnant der Polizei）
- 1942年1月30日、親衛隊大将及び警察大将（SS-Obergruppenführer und General der Polizei）
- 1944年12月1日、武装親衛隊大将（General der Waffen-SS）

### 叙勲
- 二級鉄十字章（1914年版）
- 二級鉄十字章略章（1939年版）
- 一級鉄十字章（1939年版）
- 黄金ナチ党員バッジ
- 一級及び二級剣付戦功十字章
- ナチ党勤続章銀章（Dienstauszeichnung der NSDAP in Silber）
- 突撃隊スポーツバッジ（Reichssportabzeichen）
- 国家スポーツバッジ（SA-Reichssportabzeichen）